# Lee Myung-bak
Lee Myung-bak (født 19. december 1941 i Osaka, Japan) er Sydkoreas tidligere præsident. Lee blev 19. december 2007 valgt til hvervet som sydkoreansk præsident og efterfulgte Roh Moo-hyun 25. februar 2008. Han har tidligere været borgmester i hovedstaden Seoul, og blev da kendt for sine kontroversielle initiativer, blandt andet åbningen af byfloden Cheonggyecheon, der blev lagt i rør i 1968. Han repræsenterer det konservative parti Hannara-dang og er tilhænger af en hårdere linje overfor Nordkorea og tættere forbindelser med USA. Han er også tilhænger af fri kapitalisme.
Ved præsidentvalget vandt Lee over Chung Dong-Young og Lee Hoi-chang med 49 procent af stemmerne, mod 26 og 15 procent til konkurrenterne.